# Барклай де Толли, Иван Богданович
Барклай де Толли Иван Богданович (Эрих Иоганн) (4 июля 1759 — 2 июня 1819) — русский инженер-генерал-майор, военный аналитик. Этнический шотландец, старший брат фельдмаршала М. Б. Барклая де Толли.

## Биография
Из лифляндского дворянского рода (шотландского происхождения). Сын поручика российской службы Вейнгольда Готгарда (Богдана) Барклая де Толли (1734—1781).
Записан в русскую службу 1 февраля 1770 года каптенармусом в Ингерманландский карабинерный полк, в 1772-м определён вахмистром в Новотроицкий кирасирский полк. Действительную службу Иван Богданович начал в 1774 году в звании кондуктора 1-го класса пионерного (сапёрного) батальона. 7 ноября 1781 года произведён в поручики, а 20 февраля 1785 года — в капитаны. В годы царствования императора Павла I дважды (в 1798 и 1799 годах) исключался из военной службы.
11 сентября 1802 года Иван Богданович вернулся на военную службу в чине подполковника, с зачислением в Инженерный корпус. 7 августа 1805 года произведён в инженер-полковники, а 5 февраля следующего года награждён за выслугу лет орденом Св. Георгия IV степени. В 1808—1809 годах участвовал в русско-шведской войне и при осаде Свеаборга получил тяжёлую контузию в грудь при взрыве порохового погреба. 15 июля 1809 года назначен флигель-адъютантом. С 1810 года состоял при директоре Депо карт генерале К. И. Оппермане, а с апреля 1811 года, по высочайшему указанию, занимался анализом стратегических данных. По итогам своей деятельности им были представлены на высочайшее имя записки:
- «Военный и политический взгляд на оборону западных границ России» и
- «План военных действий и оборонительной системы границ».

30 августа 1811 года произведён в чин инженер-генерал-майора. Во время Отечественной войны участвовал в военных действиях в Финляндии и был пожалован орденом Св. Анны 1-й степени.

## Семья
Жена (с 20 августа 1787 года): Маргарета София фон Лилиенфельд (9 апреля 1770 — 9 декабря 1825)

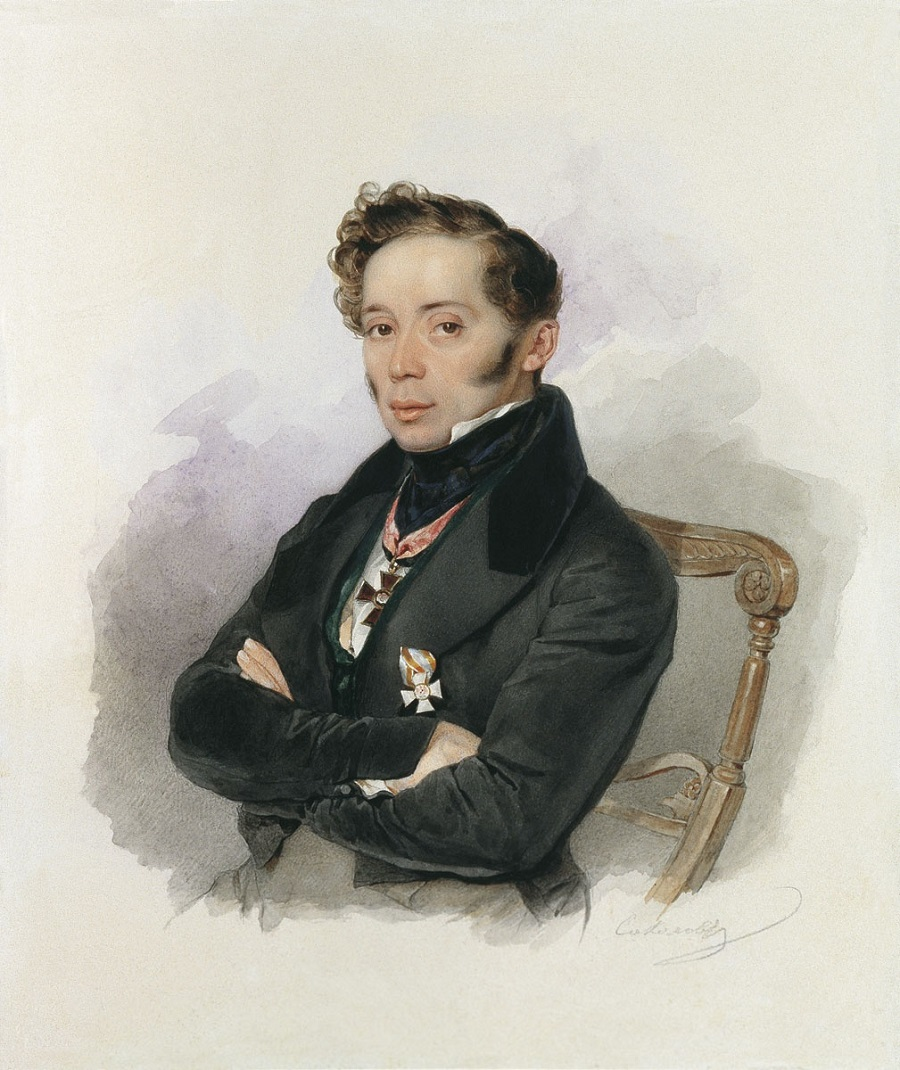
Андрей Иванович Барклай де Толли

Сын: Андрей Иванович (Андреас Отто) Барклай де Толли (3 июля 1788 — 11 мая 1847) — сотрудник русской разведки, действительный статский советник и камергер. С декабря 1812 года — секретарь в общей канцелярии военного министра. В сентябре 1814 года уволен в чине коллежского асессора и определён в дипломатическую миссию в Швейцарии. Там принимал участие в работе Венского конгресса. В 1815 году в заграничном походе прикомандирован к главной квартире русской армии. После взятия Парижа участвовал там в переговорах по заключению мирного договора с Францией. В 1826 произведён в статские советники. Награждён орденом Святого Владимира 4-й ст. и орденом Красного Орла 3-й ст.